# Total War Saga: Thrones of Britannia
 (avril 2018).
Si vous disposez d'ouvrages ou d'articles de référence ou si vous connaissez des sites web de qualité traitant du thème abordé ici, merci de compléter l'article en donnant les références utiles à sa vérifiabilité et en les liant à la section « Notes et références ».
Total War Saga : Thrones of Britannia est un jeu vidéo de stratégie au tour par tour et de tactique en temps réel développé par Creative Assembly et publié par Sega le 3 mai 2018. Son système de jeu est le même que celui de la série Total War, dont il est issu.

## Scénario
Le jeu se déroule en l'an 878, à l'époque du roi Alfred le Grand et des grandes invasions vikings. En cette période politiquement troublée, les différents royaumes de Grande-Bretagne prennent les armes pour tenter de conquérir leurs voisins.

## Système de jeu

### Factions
Le jeu comprend dix factions appartenant à cinq cultures différentes :
- la culture anglo-saxonne est représentée par les West Seaxe (chef : Alfred) et les Mierce (chef : Ceolwulf) ;
- la culture gaélique est représentée par le Mide (chef : Flann Sinna) et le Circinn (chef : Áed mac Cináeda) ;
- la culture galloise est représentée par le Gwined (chef : Anaraut) et le Strathclyde (chef : Run) ;
- la culture de la Grande Armée viking est représentée par les Northymbre (chef : Guthfrid) et les East Engle (chef : Guthrum) ;
- la culture des Vikings des mers est représentée par Dyflin (chef : Bardr) et les Sudreyar (chef : Eirik).

## Accueil
Notes obtenues :
| Total War Saga: Thrones of Britannia |      |        |
| Média                                | Nat. | Notes  |
| Canard PC                            | FR   | 5/10   |
| GameSpot                             | US   | 9/10   |
| IGN                                  | US   | 7,7/10 |
| Jeuxvideo.com                        | FR   | 15/20  |
| PC Gamer                             | US   | 73/100 |
| Compilations de notes                |      |        |
| Metacritic                           | US   | 75 %   |
| GameRankings                         | US   | 74,5 % |